# Gira, il mondo gira
Gira, il mondo gira è il primo album in studio collaborativo del cantautore italiano Olly e del produttore discografico italiano Jvli, pubblicato il 10 febbraio 2023 dalla Epic.

## Descrizione
Il progetto discografico si compone di diciassette tracce, scritte dallo stesso Olly con la collaborazione di autori e produttori, tra cui JVLI e tanti altri.

## Promozione

### Singoli
Il 25 novembre 2022 è stato pubblicato L'anima balla come primo singolo estratto dall'album, il quale è stato presentato a Sanremo Giovani 2022.
L'8 febbraio 2023 è stato pubblicato il secondo singolo Polvere, presentato durante la prima serata del Festival di Sanremo 2023.
Il terzo singolo, Un'altra volta, è stato pubblicato il 18 marzo 2022, seguito dal quarto, Fammi morire, pubblicato il 28 ottobre.
Il quinto singolo, Tutto con te, è stato rilasciato il 9 giugno 2023.
Il 16 marzo 2023 è stato pubblicato il sesto singolo La notte vola (RMX), una reinterpretazione del brano omonimo di Lorella Cuccarini.

### Tournée
Per promuovere il disco, i cantanti sono stati impegnati con un tour che li ha visti esibirsi, in estate, in vari festival musicali e nei club italiani ed europei.

## Tracce
Testi di Federico Olivieri e musiche di Julien Boverod, eccetto dove indicato.
1. Una vita – 2:45
2. L'anima balla – 2:36
3. Ho un amico – 2:48 (musica: Julien Boverod, Pierfrancesco Pasini)
4. Polvere – 2:46 (testo: Federico Olivieri, Emanuele Lovito – musica: Federico Olivieri, Emanuele Lovito, Julien Boverod)
5. Menomale che c'è il mare – 2:53 (musica: Federico Olivieri, Julien Boverod)
6. Un'altra volta – 2:05 (Federico Olivieri, Julien Boverod)
7. L'amore va – 2:30 (musica: Julien Boverod, Luca Faraone)
8. Tutto male – 3:24 (musica: Federico Olivieri, Julien Boverod)
9. Bianca – 2:36 (musica: Federico Olivieri, Julien Boverod)
10. Fammi morire – 2:08 (Federico Olivieri, Julien Boverod)
11. Canto alla luna – 2:47
12. Tutto con te – 2:38
13. La notte vola (RMX) (con Lorella Cuccarini) – 2:22 (testo: Silvio Capitta – musica: Marco Salvati, Giuseppe Vessicchio, Silvio Capitta)
14. Polvere (live) – 3:13 (testo: Federico Olivieri, Emanuele Lovito – musica: Federico Olivieri, Emanuele Lovito, Julien Boverod)
15. Bianca (live) – 2:32 (musica: Federico Olivieri, Julien Boverod)
16. L'anima balla (live) – 3:34
17. Menomale che c'è il mare (live) – 4:25 (musica: Federico Olivieri, Julien Boverod)

## Classifiche

### Classifiche settimanali
| Classifica (2023) | Posizione massima |
| ----------------- | ----------------- |
| Italia            | 13                |

### Classifiche di fine anno
| Classifica (2023) | Posizione |
| ----------------- | --------- |
| Italia            | 86        |